# Labyrinth Lord
Labyrinth Lord est un jeu de rôle conçu par Daniel Proctor et publié en 2007 par Goblinoid Games.

## Système
Labyrinth Lord est un rétroclone, qui vise à émuler le système et l'esprit de l'édition de Donjons et Dragons publiée en 1981 par Tom Moldvay, auquel il est dédié. Publié sous licence ludique libre, il est presque entièrement open content. Deux suppléments ont ensuite été publiés pour émuler d'autres éditions, tout en mettent l'accent sur la compatibilité entre les trois produits : Original edition characters, qui restitue les mécanismes fondamentaux des règles originales de Donjons et Dragons publiées en 1974, et Advanced edition characters, lié à Advanced Dungeons & Dragons. Le jeu est par ailleurs compatible avec Mutant Future et Engines and Empires.
Il existe des traductions allemande et italienne de Labyrinth Lord, ainsi qu'une traduction française non officielle, Portes, monstres et trésors, qui se base sur le texte en contenu libre du jeu originel. Plusieurs éditeurs liés au mouvement Old-School Renaissance, c'est-à-dire à la résurgence des jeux de rôle des années 1970 et 1980, publient du matériel pour Labyrinth Lord, notamment Brave Halfling Publishing et Prime Requisite Games.

## Réception
Labyrinth Lord était parmi les jeux à recevoir le plus de points dans la catégorie des jeux gratuits aux Indie RPG Awards en 2007.
Il a reçu une mention honorable dans la catégorie des meilleurs jeux des ENnies en 2010.